# Zodariellum sytchevskajae
Zodariellum sytchevskajae är en spindelart som först beskrevs av Andrei B. Nenilin och Victor Fet 1985.  Zodariellum sytchevskajae ingår i släktet Zodariellum och familjen Zodariidae.
Artens utbredningsområde är Turkmenistan. Inga underarter finns listade i Catalogue of Life.